# Лука Покупска
Лука Покупска је насељено место у саставу града Карловца у Карловачкој жупанији, Република Хрватска.

## Историја
До територијалне реорганизације у Хрватској налазила се у саставу старе општине Карловац.

## Становништво
На попису становништва 2011. године, Лука Покупска је имала 360 становника.

## Попис1991.
На попису становништва 1991. године, насељено место Лука Покупска је имало 513 становника, следећег националног састава:
| Попис 1991.‍ | Попис 1991.‍ | Попис 1991.‍ | Попис 1991.‍ | Попис 1991.‍ |
| ----------- | ----------- | ----------- | ----------- | ----------- |
|             |             |             |             |             |
| Хрвати      | Хрвати      |             | 496         | 96,68%      |
| Немци       | Немци       |             | 1           | 0,19%       |
| Срби        | Срби        |             | 1           | 0,19%       |
| непознато   | непознато   |             | 15          | 2,92%       |
| укупно: 513 |             |             |             |             |